# Klaudiusz Łatkowski
Klaudiusz Łatkowski (ur. 12 marca 1985 w Ostrowcu Świętokrzyskim) – polski piłkarz, obrońca.
Wychowanek KSZO Ostrowiec Świętokrzyski. W Ekstraklasie rozegrał do tej pory 11 meczów w drużynie KSZO. Występował także w Tłokach Gorzyce oraz był testowany w Widzewie Łódź, w meczach Pucharu Ekstraklasy.

## Kariera reprezentacyjna
Łatkowski był wielokrotnie powoływany do juniorskich reprezentacji Polski. Reprezentował Polskę na Mistrzostwach Europy U-17 2002 w Danii oraz na Mistrzostwach Europy U-19 2004 w Szwajcarii, gdzie zagrał we wszystkich trzech meczach jakie rozegrała Polska na tym turnieju.